# Pop Tatari
Pop Tatari é o terceiro álbum completo dos Boredoms, lançado em 1992 pela Warner Music do Japão, em 1993 pela Reprise Records, e no Reino Unido em 2004 pela Very Friendly Records. Todas as faixas do álbum são creditados aos Boredoms com exceção de "Bo-Go-Bompoo", que é creditada a Jet Harris.

## História
Depois de sua versão original já ter chegado as lojas do Japão, o álbum foi lançado nos EUA com alguns títulos trocados a pedido da Warner Music, por exemplo, a faixas "Bocabola" teve seu nome trocado para "I Am Cola", uma vez que o original lembrava a marca de um famoso refrigerante americano e tinha conotação considerada ofensiva pela gravadora. Além disso, Pop Tatari é um álbum de rock experimental incomum no catálogo de grandes empresas, como a Warner Music. O álbum começa com a faixa "Noise Ramones" que consiste exclusivamente de diferentes tons em alta-freqüência e termina com "Cory & the Mandara Suicide Pyramid Action or Gas Satori", onde a banda cria um jam session com oito batidas diferentes de uma só vez. Mesmo assim, é até hoje o trabalho dos Boredoms mais elogiado pela critica especializada, tendo recebido 4.5 do site AllMusic, e 9.0 da Pitchfork Media.

## Faixas
Edição da Warner Music e da Very Friendly:
1. "Noise Ramones" - 0:31
2. "Nice B-O-R-E Guy & Boyoyo Touch" - 0:55
3. "Molecicco" - 2:47
4. "I Am Cola" - 4:04
5. "Telehorse Uma" - 4:40
6. "Boredom with God on Noise (Borestafari!)" - 1:21
7. "Bo-Go-Bompoo" - 7:21
8. "Heeba" - 3:20
9. "Cheeba" - 9:02
10. "Which Dooyoo Like?" - 2:08
11. "Poy (Mockin' Fuzz 1)" - 4:27
12. "Hoy" - 4:33
13. "Bore Now Bore" - 2:43
14. "Hey Bore Hey" - 1:41
15. "Cory & the Mandara Suicide Pyramid Action or Gas Satori" - 10:10
16. "TV Ramones" - 3:00
17. "Okinawa Rasta Beef (Mockin' Fuzz 2)" - 3:59
18. "Greatborefull Dead" - 0:41

Edição da Reprise Records:
1. "Noise Ramones" - 0:30
2. "Nice B-O-R-E Guy & Boyoyo Touch" - 0:55
3. "Hey Bore Hey" - 1:41
4. "Bo Go" ("Bo Go Bompoo") - 7:19
5. "Bore Now Bore" - 2:43
6. "Okinawa Rasta Beef (Mockin' Fuzz 2)" - 3:58
7. "Which Dooyoo Like?" - 2:08
8. "Molecicco" - 2:47
9. "Telehorse Uma" - 4:40
10. "Hoy" - 4:31
11. "Bocabola" ("I Am Cola") - 3:54
12. "Heeba" - 3:21
13. "Poy (Mockin' Fuzz 1)" - 4:27
14. "Bod" ("Boredom with God on Noise") - 1:20
15. "Cheeba" - 9:03
16. "Pop Tatari" ("Greatborefull Dead" com outra introdução) - 1:58
17. "Cory & the Mandara Suicide Pyramid Action or Gas Satori" - 10:10